# ムスタディー
ムスタディー（1142年 - 1180年3月30日）は、アッバース朝の第33代カリフ（在位：1170年 - 1180年）。

## 生涯
第32代カリフ・ムスタンジドの子。1170年に父が暗殺されると、重臣から擁立されて跡を継いだ。即位に際して父の寵臣イブン・アルバラディーを処刑、アルバラディーの政敵であるアドゥド・アッディーンを宰相（ワズィール）に任じ、アドゥド・アッディーンの専横が目立つようになると、一度彼を更迭した。再び宰相に登用したアドゥド・アッディーンがニザール派の刺客に暗殺された後、商人出身のイブン・アルアッタールを宰相に起用した。アイユーブ朝のサラディンがスルターンとしての承認を求めてきたときは、これを了承した。
1180年に死去。跡を子のナースィルが継いだ。

## 関連文献
- 『岩波イスラーム辞典』（岩波書店、2002年2月） - アッバース朝の歴代カリフの系図が収録されている